# Benzène (chaland-pétrolier)
Pour les articles homonymes, voir Benzène (homonymie).
Le Benzène est un chaland-pétrolier automoteur de la Marine nationale française. Ce navire auxiliaire de la classe Éthylène est lancé en 1936. Puis il est présent lors de l'attaque de Mers el-Kébir des 3 et 6 juillet 1940 et à Oran lors de l'opération Torch le 8 novembre 1942, mais il n'est pas avarié dans ces combats. Il est condamné trente ans après son lancement en 1966 et finit coulé comme brise-lames au port Ayguade du levant à l'île du Levant.

## Caractéristiques
Les caractéristiques sont celles d'un petit chaland-pétrolier de la classe Éthylène. Ce chaland à mazout est automoteur — d'autres sont sans moteur — :
- longueur hors-tout : 61,3 m ;
- largeur : 12,4 m ;
- tirant d'eau : 4,2 m ;
- port en lourd : 1 200 t ;
- tonnage : 1 982 tonneaux ;
- propulsion :
  - 1 chaudière à tubes d'eau Guyot du Temple,
  - 1 machine à vapeur à triple expansion,
  - 1 hélice.
- puissance : 900 ch ;
- vitesse : 10,5 nd.

## Histoire
Le début de sa construction se fait à l'arsenal de Lorient le 4 mars 1935. Puis, après son lancement le 20 mai 1936, il est armé à l'arsenal de Brest le 2 septembre 1937 où il est affecté. Il se trouve à la direction du port d'Oran de 1939 à sa mise en réserve. Le 11 janvier 1940, escorté par le P-11 Cap Nord, il va en deux jours de Gibraltar à Casablanca. Bien que présent lors de l'attaque de Mers el-Kébir des 3 et 6 juillet 1940, il n'est pas endommagé. De nouveau, sans subir de dommage, il est présent à Oran lors de l'opération Torch le 8 novembre 1942. Après la guerre, en 1945, il entre en service. Au début des années 1950, selon les normes de l'OTAN, le numéro de coque A 633 lui est attribué. En 1956, pour la première fois, il quitte l'Afrique pour Malte mais victime d'une avarie de machine il est remorqué. Puis il est mis en réserve le 1er février 1957. Finalement le 23 juin 1964, hélice bloquée, gouvernail soudé et cuves à moitié pleines de mazout, il regagne le port militaire de Toulon remorqué par le Bélier. Le 4 août 1966 il est condamné, puis le 3 juillet 1967, sous le numéro de coque Q 415, il est coulé au port Ayguade du Levant (île du Levant) pour y servir de brise-lames, en effet l'ex-Polyphème qui le précède se délite,. En 2018 il fait l'objet de plongées sous-marines.

## Numéros de coque
- Coque no A 633[4]
- Coque no Q 415[7]

## Commandants
Divers commandants se succèdent :
- 1939-1940 : Janney (maître)[11].

## Classe Éthylène
Un seul autre navire de la classe Éthylène, à laquelle appartient le Benzène, est lancé alors qu'initialement d'autres unités sont prévues :
- Éthylène (lot 1937) ;Construit par les Forges et chantiers de la Méditerranée à Graville, il effectue le 10 juin 1938 ses essais à Bizerte. Le 8 décembre 1942 il y est saisi par les Allemands. Le 25 août 1944 il est sabordé en travers du canal de Port-Saint-Louis-du-Rhône. L'épave est mobilisée le 25 septembre 1944 pour libérer un passage puis elle est renflouée en trois tronçons entre août 1945 et mars 1946. Les tronçons, échouées au nord du phare de Port-Saint-Louis-du-Rhône, sont dépecés lors des travaux d’aménagement du port de Fos-sur-Mer.
- Constanza (lot 1939) ;
- Curaçao (lot 1939) ;Ces deux commandes sont annulées le 3 novembre 1939 alors que débute la Seconde Guerre mondiale.
- Aruba (lot 1938) ;
- Butylène (lot 1938) ;Ces deux marchés passés avec la société provençale de Constructions navales à La Ciotat sont annulés le 15 octobre 1940 en raison de l'armistice et de sa loi d'interdiction de construction de matériel de guerre.
- Cétène (lot 1938).Destiné à Oran puis à Brest, le chantier naval n'est pas désigné avant l'armistice de juin 1940. Le projet est annulé le 15 octobre 1940 en raison de l'armistice et de sa loi d'interdiction de construction de matériel de guerre.

### Illustrations
- Photographie du Benzène entre 1951 et 1957 dans Jean Moulin et Patrick Maurand, Pétroliers ravitailleurs, Nantes, Éditions Marines, 2002, 248 p., 28 cm (ISBN 2-9096-7579-3), p. 233.
- Photographie du Benzène probablement à Toulon entre 1964 et 1966 dans « L'aventure des épaves : Île du Levant », Nice-Matin. Var, Hyères, Groupe Nice-Matin,‎ 20 mai 1998.
- Photographie, en 1967, de la mise en place du Benzène comme brise-lames à l'Ayguade du Levant dans « Arrivée du Benzène à l'Ayguade », La Revue naturiste internationale, Paris, s.n., no 143,‎ novembre 1967 (BNF 32860905).
- « Photographie satellite, en 2017, de l’épave du Benzène devenue complètement immergée » sur Géoportail (consulté le 25 septembre 2018).